# Manduca contracta
Manduca contracta är en fjärilsart som beskrevs av Butler 1875. Manduca contracta ingår i släktet Manduca och familjen svärmare. Inga underarter finns listade i Catalogue of Life.